# حمام خان (بستك)
حمام خان (بالفارسية: حمام خان) هو حمام تاريخي يعود إلى القاجاريون، ويقع في بستك.